# Saison 3 de Dr Harrow
Chronologie
Saison 2
Cet article présente le guide de la troisième saison de la série télévisée australienne Dr Harrow.

## Distribution

### Acteurs principaux
- Ioan Gruffudd (VF : Xavier Fagnon) : Dr Daniel Harrow, médecin légiste principal
- Ella Newton (VF : Léopoldine Serre) : Fern Harrow, fille du Dr Harrow
- Anna Lise Phillips (en) (VF : Laura Blanc) : Stephanie Tolson, ex-femme du Dr Harrow
- Darren Gilshenan (en) (VF : Tanguy Goasdoué) : Dr Lyle Fairley, médecin légiste principal
- Jolene Anderson (VF : Vanina Pradier) : Dr Grace Molyneux, médecin légiste junior
- Damien Garvey (en) (VF : Bernard Lanneau) : Bryan Nichols, sergent-détective principal
- Miriama Smith : Renae Warrington, directrice de l'institut de médecine légale
- Faustina Agolley : Edwina Gharam
- Hunter Page-Lochard (en) (VF : Julien Crampon) : Callan Prowd, petit ami de Fern
- Harrison Gilbertson : James Reed

### Acteurs récurrents
- Uli Latukefu (en) : Jesse Walsh
- Tasneem Roc (en) (VF : Geneviève Doang) : Jill McCloud
- Geoff Morrell : Dr Laurie Badcoe
- Diana Glenn : Mila Zoric

## Épisodes

### Épisode 1:Je suis ton fils
- Australie : 7 février 2021 sur ABC
- France : 11 septembre 2021 sur M6

- Australie :
- France :

### Épisode 2:En plein cœur
- Australie : 14 février 2021 sur ABC
- France : 11 septembre 2021 sur M6

- Australie :
- France :

### Épisode 3:Faux-semblant
- Australie : 21 février 2021 sur ABC
- France : 18 septembre 2021 sur M6

- Australie :
- France :

### Épisode 4:Mes meilleurs amis
- Australie : 28 février 2021 sur ABC
- France : 18 septembre 2021 sur M6

- Australie :
- France :

### Épisode 5:Illusion
- Australie : 7 mars 2021 sur ABC
- France : 25 septembre 2021 sur M6

- Australie :
- France :

### Épisode 6:Jeux dangereux
- Australie : 14 mars 2021 sur ABC
- France : 25 septembre 2021 sur M6

- Australie :
- France :

### Épisode 7:Bons baisers de Russie
- Australie : 21 mars 2021 sur ABC
- France : 2 octobre 2021 sur M6

- Australie :
- France :

### Épisode 8:Capsule temporelle
- Australie : 28 mars 2019 sur ABC
- France : 2 octobre 2021 sur M6

- Australie :
- France :

### Épisode 9:Protection rapprochée
- Australie : 4 avril 2021 sur ABC
- France : 9 octobre 2021 sur M6

- Australie :
- France :

### Épisode 10:Virus
- Australie : 11 avril 2021 sur ABC
- France : 9 octobre 2021 sur M6

- Australie :
- France :